# Bitva o západní břeh Viipurského zálivu

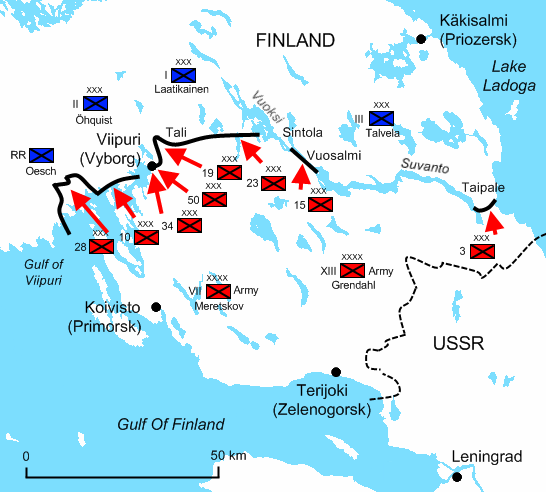
Situace v oblasti Vyborgu a na Karelské šíji 13. března 1940

Bitva o západní břeh Viipurského zálivu (dnešní Vyborský záliv) 7. března 1940 – 11. března 1940 měla být vyvrcholením druhé ofenzivy sovětského svazu v zimní válce a podle operačního plánu Hlavního stanu hlavního velení (Stavka) se měla Rudá armáda zmocnit dvojitým obchvatem města Viipuri (dnešní Vyborg).
Armádní velitel Timošenko předpokládal, že se mu podaří zahájit útok na Vyborg 7. března 1940 a v souvislosti s tím, rozhodl velitel 7. armády Mereckov, aby hlavní útok 34. střeleckého sboru směřoval na vesnici Lavola východně od Vyborgu, 123. divize z armádní zálohy měla postupovat proti železniční stanici Tammisuo, pravé křídlo 50. střeleckého sboru divizního velitele Gorelenka mělo zaútočit na Karislami a jeho levé křídlo mělo postupovat podél železniční trati až ke stanici Tali a podporovat dělostřeleckou palbou útok 34. střeleckého sboru. Vojska 28. a 10. střeleckého sboru měla za všech okolností udržet svá předmostí na západním břehu Vyborského zálivu a k jejich posílení vyslal velitel frontu jednotky 1. sboru Finské lidové armády.

## Průběh bitvy
Na úseku 50. střeleckého sboru představovala největší překážku ledová voda, která po otevření kanálu Saimaa zatopila oblast kolem městeček Repola a Tali do výšky půl metru. Ještě horší byla situace v úseku 123. střelecké divize, kde do řeky Peronjoki také přitékala voda z otevřeného kanálu Saimaa, která byla v místě přechodu 200 až 300 m široká. Ještě složitější situace byla u 13. armády, kde jednotky 23. střeleckého sboru uvízly na předmostí u jezera Vuoksi. Naproti tomu se 173. motorizované divizi 28. střeleckého sboru podařilo proniknout z předmostí a přerušit u městečka Vilajoki hlavní komunikaci mezi Vyborgem a Helsinkami. Přestože se na severozápadním frontu nepodařilo splnit všechny rozkazy, bylo možné zahájit rozhodující útok proti Vyborgu.
Navzdory všem problémům postupovala vojska severozápadního frontu k Vyborgu a ráno 10. března se zmocnil 28. střelecký sbor předmostí u Vilajoki, které bylo široké přes pět kilometrů. Ve stejné době zahájily jednotky Čerevičenkova jezdeckého sboru postup po ledu Finského zálivu a soustředil se na ostrově Piisaari, odkud se připravoval k obchvatu města Vyborgu. Zaplavená území, problémy se zásobováním a neustálé finské protiútoky však bránily Rudé armádě v dosažení nějakého viditelnějšího postupu a až do 12. března byly boje tak intenzívní, že obě strany v tomto prostoru dosáhly stavu naprostého vyčerpání.
Logika válečných akcí Rudé armády, nejenom v oblasti Vyborgu, ale i v jiných oblastech na Karelské šíji a v lesích severní Karélie, byla i přes finský vojenský odpor zřejmá, když finská delegace nakonec přijala v Moskvě Molotovovy mírové podmínky a umožnila tím zastavení palby 13. března 1940 ve 12:00.